# Resolutie 146 Veiligheidsraad Verenigde Naties
Resolutie 146 van de Veiligheidsraad van de Verenigde Naties werd op 9 augustus 1960 aangenomen door de Veiligheidsraad van de Verenigde Naties.
De resolutie werd gestemd met negen stemmen voor, geen tegen en twee onthoudingen van Frankrijk en Italië.

## Achtergrond
Nadat Congo onafhankelijk was geworden van België braken er onlusten uit in het land. De rijkere Zuidoostelijke mijnbouwprovincie Katanga riep op haar beurt de onafhankelijkheid op met de steun van België dat troepen ter plaatse had.

## Inhoud
De Veiligheidsraad bracht resolutie 145 nog eens in herinnering, die België opriep resolutie 143 over het terugtrekken van zijn troepen uit te voeren. De Veiligheidsraad had het tweede rapport en de verklaring van de Secretaris-Generaal over de uitvoering deze twee resoluties bekeken, en had de verklaringen van België en Congo beschouwd.
De Veiligheidsraad was tevreden over de vooruitgang in de uitvoering van de resoluties in Congo, de provincie Katanga uitgezonderd. Opgemerkt werd dat de VN de resoluties niet konden uitvoeren in Katanga. Erkend werd dat de terugtrekking van Belgische troepen uit Katanga noodzakelijk is voor de uitvoering van de resoluties. De bevoegdheden die waren toegekend aan de Secretaris-Generaal in de resoluties 143 en 145 werden bevestigd. België werd opgeroepen zijn troepen snel uit Katanga terug te trekken en te helpen met de uitvoering van de resoluties.
De Veiligheidsraad verklaarde dat VN-troepen in Katanga nodig waren om deze resolutie uit te voeren, en bevestigde opnieuw dat de VN-troepen geen invloed zouden hebben op de uitkomst van enig intern conflict.
Alle VN-lidstaten werden opgeroepen de beslissingen van de Veiligheidsraad uit te voeren. De Secretaris-Generaal werd gevraagd deze resolutie uit te voeren en te rapporteren wanneer nodig.

## Verwante resoluties
- Resolutie 143 Veiligheidsraad Verenigde Naties
- Resolutie 145 Veiligheidsraad Verenigde Naties
- Resolutie 157 Veiligheidsraad Verenigde Naties
- Resolutie 161 Veiligheidsraad Verenigde Naties

Lijst ·  133 ·  134 ·  135 ·  136 ·  137 ·  138 ·  139 ·  140 ·  141 ·  142 ·  143 ·  144 ·  145 ·  146 ·  147 ·  148 ·  149 ·  150 ·  151 ·  152 ·  153 ·  154 ·  155 ·  156 ·  157 ·  158 ·  159 ·  160